# Abram Hewitt

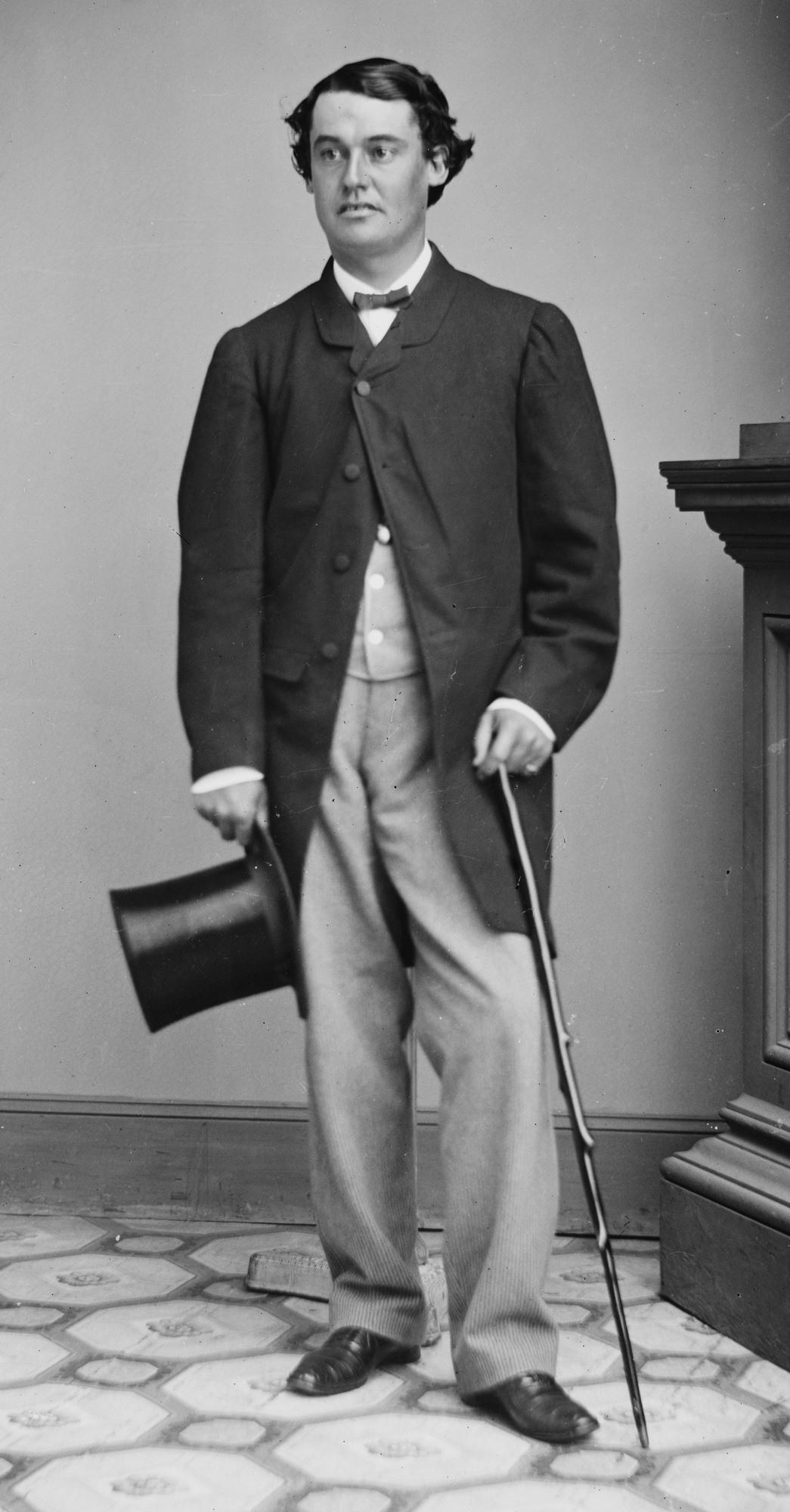
Abram Hewitt

Abram S. Hewitt zwischen 1870 und 1880

Abram S. Hewitt Würdigung in: “Columbia University Quarterly” März 1903

Abram Stevens Hewitt (* 31. Juli 1822 in Haverstraw, Rockland County, New York; † 18. Januar 1903 in New York City) war ein US-amerikanischer Politiker und Unternehmer. Zwischen 1875 und 1886 vertrat er zwei Mal den Bundesstaat New York im US-Repräsentantenhaus. Von 1887 bis 1888 übte er das Amt des Bürgermeisters von New York aus.

## Werdegang
Abram Hewitt besuchte die öffentlichen Schulen in New York City. Im Jahr 1842 absolvierte er das dortige Columbia College, die spätere Columbia University. Im Columbia College war er Tutor von Edward, dem Sohn von Peter Cooper. Anschließend unterrichtete er als Lehrer das Fach Mathematik. Nach einem Jurastudium und seiner 1845 erfolgten Zulassung als Rechtsanwalt begann er in diesem Beruf zu arbeiten.
Cooper sen. fand großen Gefallen an dem jungen Abram Hewitt und machte ihm praktisch zu seinen zweiten Sohn. Er arbeitete eng mit seinem Schwiegervater Peter Cooper (1791–1883) zusammen in der Eisenindustrie. Sie gründeten Eisenwerke unter anderem in den Staaten New Jersey und Pennsylvania. Als Hewitt Coopers einzige Tochter Sarah Amelia 1855 heiratete, war er 33 Jahre alt und Geschäftspartner von Coopers riesigen Stahlfabriken. Das Ehepaar hatte sechs Kinder. Ihre erste Tochter Amelia Bowman, wurde am 28. Februar 1856 geboren. Es folgten Sarah Cooper Hewitt, Peter Cooper-Hewitt, Eleanor Garnier (Gurnee), Edward Ringwood, and Erskine.
Hewitt war auch in anderen Geschäftsbereichen aktiv und Vorstandsmitglied verschiedener Firmen. Er war auch am Aufbau der Schule Cooper Union beteiligt. Bis zu seinem Tod war er Vorsitzender des Kuratoriums dieser Anstalt. Im Jahr 1867 gehörte er zu einer amerikanischen Delegation, die an der Weltausstellung in Paris teilnahm. Anschließend verfasste er einen Bericht über seine dort gewonnenen Erkenntnisse zur Eisen- und Stahlverarbeitung. Dieser Bericht wurde im Kongress veröffentlicht.
Politisch schloss sich Hewitt der Demokratischen Partei an. Dabei bekämpfte er in den frühen 1870er Jahren die korrupte Organisation Tammany Hall, die bis dahin die Stadt New York und die dortige Demokratische Partei kontrollierte. Hewitt half beim Wiederaufbau seiner Partei nach der Verurteilung von William Tweed, dem früheren Leiter von Tammany Hall. Für einige Jahre gelang es, den Einfluss dieser Organisation zurückzudrängen. In den Jahren 1876 und 1877 war Hewitt als Gefolgsmann von Samuel J. Tilden, der sich um die Präsidentschaft bewarb, Vorsitzender des Democratic National Committee.
Bei den Kongresswahlen des Jahres 1874 wurde Hewitt im zehnten Wahlbezirk von New York in das US-Repräsentantenhaus in Washington, D.C. gewählt, wo er am 4. März 1875 die Nachfolge von Fernando Wood antrat. Nach einer Wiederwahl konnte er bis zum 3. März 1879 zwei Legislaturperioden im Kongress absolvieren. Im Jahr 1878 verzichtete er auf eine erneute Kandidatur. Bei den Wahlen des Jahres 1880 wurde er erneut in das US-Repräsentantenhaus gewählt, wo er am 4. März 1881 James O’Brien ablöste, der zwei Jahre zuvor dort sein Nachfolger geworden war. Nach zwei Wiederwahlen konnte er bis zu seinem Rücktritt am 30. Dezember 1886 im Kongress verbleiben. In dieser Zeit wurde im Jahr 1883 die Brooklyn Bridge eingeweiht. Bei dieser Gelegenheit hielt Hewitt seine bekannteste Rede.
Hewitts Rücktritt erfolgte nach seiner Wahl zum Bürgermeister der Stadt New York. Einer seiner damaligen Gegenkandidaten war der spätere Präsident Theodore Roosevelt. Er bekleidete dieses Amt als Nachfolger von William Russell Grace von 1887 bis 1888. Seine Amtszeit war wenig erfolgreich, was auch am Wiedererstarken von Tammany Hall lag. Allerdings wurde in seiner Zeit die Planung und Finanzierung der städtischen U-Bahn fertiggestellt. Deshalb wird Hewitt manchmal auch als der Vater des New Yorker U-Bahnsystems bezeichnet. In den folgenden Jahren weitete er seine privaten geschäftlichen Aktivitäten weiter aus. Im Jahr 1900 wurde er Mitglied der Palisades Interstate Park Commission; ab 1901 war er Kurator der Columbia University. Abram Hewitt starb am 18. Januar 1903 in New York City, wo er auch beigesetzt wurde.

## Reden und Berichte
- Shall we have a real navy or a sham navy? Speech of Hon. Abram S. Hewitt, of New York, in the House of Representatives, June 29, 1882
- Paris Universal Exhibition. Reports of the United States Commissioners. The production of iron and steel in its economic and social relations. By Abram S. Hewett, United States Commissioner. Government Printing Office, Washington (1868)
- Paris exhibition of 1878. Speech of Hon. Abram S. Hewitt of New York in the House of Representatives, November 19, 1877
- A century of mining and metallurgy in the United States. Centennial address of Abram S. Hewitt, president elect of the American Institute of Mining Engineers. Philadelphia, June 20, 1876
- Veröffentlichungen über Abram S. Hewett im Internet Archive digitalisiert